# Біочип
ДНК-біочип ДНК-мікрочип (англ. DNA microarray, DNA chip або gene chip)  - це узагальнююча назва технології, яка передбачає використання невеликого за розмірами твердого носія для ідентифікування молекул ДНК та РНК, проведення одночасно множинного кількісного аналізу експресії генів. ДНК-біочипи також інколи називають мікроареями. Ідея створення біочипів виникла на основі застосування Саузерн-блоту, де специфічна послідовність ДНК, яка є ковалентно закріпленою до субстрату (матриці), гібридизується із досліджуваною, привнесеною послідовністю ДНК. Вперше застосування ДНК-біочипу було описано в статті U. Maskos та E.M. Southern [1]. Біочип не містить традиційних для мікросхем напівпровідників, має вигляд скляного чи полімерного слайду із вибірково закріпленими  молекулами ДНК. Матеріал, з якого зроблений носій, технологія нанесення біологічних молекул, їх вид, а також способи їх детекції можуть сильно варіювати. Але спільним залишається принцип мікроскопічного щільного нанесення і одночасного тестування цих молекул. ДНК-мікрочипи зазвичай використовуються для одночасного аналізу рівнів експресії тисяч генів одночасно або для порівняльної гібридизації геномів. Окрім аналізу ДНК, біочипи можуть бути застосовані для тестування різноманітних біомолекул, наприклад білків. Але, загалом, технологія застосовується для тестування ДНК.  
Ковальов Єгор 10А Бровари 

## Цитування
1. Maskos, U; Southern, EM (11 Apr 1992). "Oligonucleotide hybridizations on glass supports: a novel linker for oligonucleotide synthesis and hybridization properties of oligonucleotides synthesised in situ". Nucleic Acids Res. (Maskos U, Southern EM.) 20 (7): 1679–84. DOI:10.1093/nar/20.7.1679. PMC 312256. PMID 1579459
2. Изготовлен первый в мире биочип [Архівовано 2 січня 2016 у Wayback Machine.]